# 서정시
서정시(抒情詩, lyric)는 서사시(敍事詩) · 극시(劇詩)와 함께 시의 3대 부문의 하나로 시인 자신의 주관적인 정서나 감동을 높이 노래하는 식으로 표현하는 시이다. 이러한 형태의 시가 그리스에서는 악기에 맞추어서 노래하기 위한 시로서 많이 만들어졌다. 때문에 서정시를 악기(리라) 반주에 맞추어 노래하기 쉽거나 노래를 연상시키는 표현 방식으로 개인적 감정을 나타내는 운문이나 시로 정의하기도 한다. 중국의 부(賦)와 한국의 시조(時調)가 이러한 정의에 해당한다.

## 이정의
서정시(敍情詩)는 서사시(敍事詩) · 극시(劇詩)와 함께 시의 3대 부문의 하나이다. 서정시는 시인의 생각과 감정을 표현하며, 때로는 이야기 형식으로 사건을 설명하는 서사시나 극시와 대조를 이룬다. 작자의 주관적인 정서나 감동을 높이 노래하는 식으로 표현하는 시로서, 그리스에서는 악기에 맞추어서 노래하기 위한 시(오드＝ode)로서 많이 만들어졌다.
고대에서는 서사시나 극시가 중요한 위치를 차지하고, 서정시는 하나의 독립된 장르로 확립되어 있지 않았으나 근대에 와서 에드거 앨런 포나 보들레르, 말라르메, 폴 발레리 등으로 이어져 오면서 하나의 장르를 형성했다.
서정시는 개인적인 체험에 의해서 쓰여진다. 개인적인 체험이란 말을 바꿔 말하면 주관적임을 뜻한다. 시인의 눈을 통하여 관찰되는 사물, 시인의 영감에 의하여 감지되는 순간적인 감정이나 생각들이 하나의 모티브가 되어 나타나는 것이 서정시이다.
워즈워스는 그의 《서정시집(抒情詩集)》의 서문에서 "모든 좋은 시는 강한 감정의 자발적인 표현이다." 라고 했다. 감정의 중요성이 시에 있어서 얼마나 중요한가를 잘 말해 주는 말이다.
대표적인 시인으로는 사포, 단테, 괴테, 하이네, 워즈워스 등이 있다.

## 역사
유럽어의 리리크(lyric)에 해당하는데, 리리크의 어원은 하프를 닮은 고대 그리스의 악기인 리라에 맞춰서 하는 노래(리리코스)이다. 오르페우스나 디오니소스의 신화가 운율과 음악을 결부시킨 것이라고도 할 수 있다. 호메로스의 서사시가 악기에 의하여 불렸다고 하지만 그것을 서정시로 볼 수는 없다. 감동과 정서를 주관적으로 노래한 리리크는 시형태가 짧고, 그 시 자체가 음악적 리듬을 지니고 있다. 이미 그리스의 시인 사포, 로마의 대시인 호라티우스에 의해 수준 높은 음창시(吟唱詩)가 쓰여졌다.
호메로스의 서사시 등에 나타난 여러 신과 영웅들 대신, 그리스·로마의 서정시에는 인간 그 자체의 존엄(尊嚴)이 나타나기 시작하였다. 따라서 서정시는 주관적인 개성의 문학인 동시에 자신의 감정표현인 것이다. 그러나 시의 장르로서 서정시가 문학적으로 확립되기 시작한 것은 중세의 시인들에 의해서였는데, 인간 개인의 종교적 정조(情操)에 바탕을 둔 사랑의 노래가 번성하기 시작하면서부터이다.
근세에 들어와 페트라르카, 셰익스피어, 워즈워스 등에 의해 근대 서정시는 완성되었다. 독일을 중심으로 한 낭만주의파의 주관적·신비적 풍조는 근대 서정시를 화려하게 꽃피웠다. 고전주의와 합리주의, 질서와 논리에 반기를 든 낭만주의파의 주장은 종교개혁이 성황을 이룬 나라들에서 가장 강렬하였다. 독일에서는 괴테와 프리드리히 실러가 '질풍노도(疾風怒濤:슈투름 운트 드랑)' 운동을 통하여 자아를 찾아 실현하길 원하였고, 슐레겔 형제, 브렌타노, 아이헨도르프, 하이네, 잔파울, 휠더린, 크라이스트 등이 이를 이었다.
그 후 신낭만주의 대두시대에는 독일에서는 데멜, 게오르게, 릴케, 호프만스탈 등이 영국에서는 로버트 번스, 윌리엄 블레이크, 퍼시 비시 셸리, 존 키츠 등이, 프랑스에서는 롱사르, 라마르틴, 위고 등이 대표적 시인으로 근대 서정시의 황금시대를 이룩하였다.
그들은 연애를 찬미하였고 생활의 기쁨과 슬픔과 고뇌를 노래하였으며, 때로는 예술지상주의자가 되었고, 때로는 탐미주의자가 되기도 하였다.

## 형태
서정시의 형태는 그리스의 시형이 원형이며, 발라드[譚詩]·엘레지[悲歌]·오드[頌歌] 등의 종류가 있다. 그 중에서 가장 대표적인 것은 소네트(14행시)로서 단테나 페트라르카에 의하여 완성되었다. 셰익스피어도 또한 뛰어난 소네트 작가였다. 릴케의 《오르포이스에게 바치는 소네트》는 그의 걸작 중 하나이다.
그러나 근대 서정시는 19세기 말이 되자 보들레르나 투르게네프 등의 시에서 볼 수 있는 것 같은 자유시 또는 산문시의 형태로 발전하기 시작하였다. 근대문명의 여러 가지 모순이 예민한 시인들로부터 고전적인 시형을 빼앗았다.

## 한국의 서정시
중국의 부(賦)도 시이며 한국의 시조(時調)도 이에 해당된다. 한국은 고구려 유리왕의 황조가 (黃鳥歌)가 최초의 서정시이다. 그 이후에 나온 서정시로는 신라의 최치원, 고려의 이규보, 조선의 황진이 등의 시가 속한다.
근대에는 김소월(金素月)· 한용운(韓龍雲)·정지용(鄭芝溶)·김광균(金光均)·김영랑(金永郞)·조지훈(趙芝薰)·박목월(朴木月) 등을 대표적 서정시인으로 꼽을 수 있다. 그리고 그후에 나타난 시인들 또한 대부분 서정에 바탕을 두고 시를 짓는 것은 시의 본령이 역시 서정시에 있기 때문일 것이다.

## 참고 문헌
- 이 문서에는 다음커뮤니케이션(현 카카오)에서 GFDL 또는 CC-SA 라이선스로 배포한 글로벌 세계대백과사전의 내용을 기초로 작성된 글이 포함되어 있습니다.
- 브리태니커 온라인 백과사전